# 本特特里港 (密蘇里州)
本特特里港（英語：Bent Tree Harbor）是位於美國密蘇里州本頓縣的普查規定居民點。

## 人口
根據2020年美國人口普查的數據，本特特里港的面積為5.84平方千米，當中陸地面積為5.36平方千米，而水域面積為0.48平方千米。當地共有人口283人，而人口密度為每平方千米48.46人。